# Константин Яковлев
Константин Яковлев (на сръбски: Константин Јаковљевић) е български зограф, представител на Дебърската художествена школа.

## Биография
Константин Яковлев е роден в дебърската паланка Галичник, Западна Македония. Става зограф и работи в Косово. Изписва Драганашкия манастир, където при него съгражданинът му Теофан Буджароски. Изписва църквата „Преображение Господне“ в Пасяне, църквата „Света Петка“ във Витина, както и в „Свети Никола“ в Гниляне.